# تخم فاخته (استعاره)

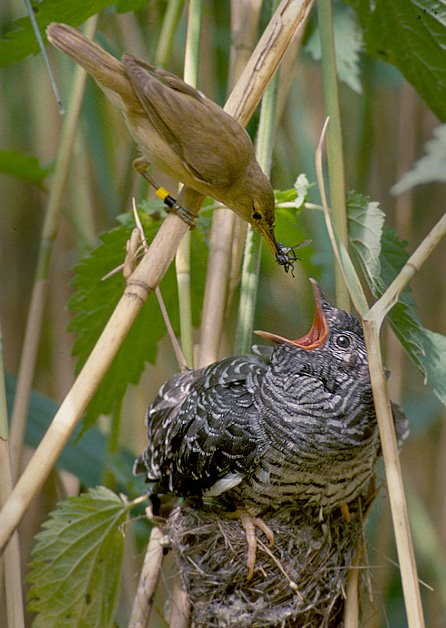
یک سسک نیزار که جوجهٔ کوکوی معمولی را بزرگ می‌کند و از تخمی که والدین کوکو به‌طور پنهانی در لانه‌اش گذاشته بودند، بیرون آمده است.

تخم فاخته یا تخم کوکو استعاره‌ای از انگل زادآوری است، جایی که یک پرنده انگلی تخم خود را در لانه میزبان قرار می‌دهد و سپس جوجه‌ای را که از تخم خارج می‌شود، جوجه‌کشی می‌کند و حتی به قیمت هزینه فرزندان خود تغذیه می‌کند. این معنای اصلی زیست‌شناختی به کاربردهای دیگر نیز گسترش داده شده است، از جمله مواردی که به نرم‌افزارهای جاسوسی و دیگر قطعات بدافزار اشاره می‌کند.